# Louise Soumande
Louise Soumande, en religion Mère de Saint-Augustin, née le 16 mai 1664 et morte le 28 novembre 1708 à Québec, est une religieuse québécoise. Elle fut la cofondatrice et la première supérieure de l'Hôpital général de Québec.

## Biographie
Elle est la fille de Pierre Soumande, maître taillandier, et de Simone Côté.
Jusqu'à l'âge de 13 ans, elle est pensionnaire chez les Ursulines de Québec. Son confesseur Pierre Chastellain l'encourage ensuite à devenir pensionnaire à l'Hôtel-Dieu de Québec. Elle y fait son entrée le 19 mars 1678. Le 21 novembre de la même année, elle commence son noviciat. Elle fait ses vœux religieux le 20 mai 1680. Elle occupe les postes d'hospitalière, de dépositaire des pauvres et d'assistante.
Elle fait partie du groupe de quatre sœurs de l'hôtel-Dieu envoyé pour fonder l'Hôpital général de Québec, créé par l'évêque Jean-Baptiste de Saint-Vallier. Elle s'installe dans le couvent de Notre-Dame-des-Anges le 1er avril 1693. Le 26 juin 1694, elle est élue à l'unanimité à titre de supérieure de l'Hôpital général. Marie-Gabrielle Denis lui succède en 1699. Elle devient maîtresse des novices. En France, le ministre Pontchartrain acquiesce à la demande l'Hôtel-Dieu de dissoudre la nouvelle communauté de l'Hôpital général. Saint-Vallier réussit toutefois à renverser la décision. Louise Soumande redevient supérieure 1702. Elle quitte son poste en mai 1708, quelques mois avant son décès.

## Postérité
- La rue Soumande, à Québec, est nommée en sa mémoire le 10 janvier 1963[4].